# بن دایبال
بن دایبال (انگلیسی: Ben Dyball؛ زادهٔ ۲۰ آوریل ۱۹۸۹) دوچرخه‌سوار اهل استرالیا است.
وی عضو تیم‌هایی همچون دلکو–مارسی پوونس کی‌تی‌ام بوده است.